# ويلي مكلين
ويليام مكلين (بالإنجليزية: Willie McLean)‏ الشهير باسم ويلي مكلين (27 يناير 1904 - تاريخ الوفاة غير معلوم) لاعب كرة قدم أمريكي ذو أصول اسكتلندية راحل كان يجيد اللعب في خط الوسط.
لعب طوال مسيرته الرياضية في أندية بالمان، شيكاغو كاناديانز، بريكلايرز أند ماسونز (؟؟؟؟-1932) ستيكس، باير، وفولر (1932-1934) سانت لويس سينترال بريويرز (1934-1935) سانت لويس شامروكز (1935-1936).
مثل منتخب الولايات المتحدة في مباراتين (1934). شارك مع منتخب الولايات المتحدة في بطولة كأس العالم 1934 في إيطاليا حيث خرج من الدور الثمن النهائي.

## وصلات خارجية
- ويلي مكلين على موقع الاتحاد الدولي (مؤرشف)  (الإنجليزية)
- ويلي مكلين على موقع قاعدة بيانات كرة القدم.إي يو (الإنجليزية)
- ويلي مكلين على موقع ناشيونال فوتبول تيمز (الإنجليزية)
- ويلي مكلين على موقع Soccerway.com (الإنجليزية)
- ويلي مكلين على موقع عالم كرة القدم.نت (الإنجليزية)

- هذا سيرة ذاتية